# Brenaniodendron
Brenaniodendron là một chi thực vật có hoa trong họ Đậu.